# Лоутер, Хью Сесил, 5-й граф Лонсдейл
Хью Сесил Лоутер (25 января 1857 — 13 апреля 1944) — английский дворянин и спортсмен, 5-й граф Лонсдейл. За любовь к жёлтому цвету получил прозвище «Жёлтый граф».

## Биография
Сын 3-го графа Лонсдейла, он стал преемником своего брата, 4-го графа Лонсдейла, в 1882 году. Хью Сесил был заядлым спортсменом и весельчаком и был известен как «величайший спортивный джентльмен Англии». Лоутер был одним из основателей Национального спортивного клуба, где в число его обязанностей входило вручение боксёрам чемпионских «Поясов Лонсдейла». Позднее в честь графа была названа марка одежды, обуви и боксёрской экипировки Lonsdale.
После скандальной любовной связи с замужней актрисой Вайолет Камерон в 1888 году Лоутер отправился на изучение арктических районов Канады к северу от острова Мелвилл и чуть было не погиб, не достигнув Кадьяка на Аляске, в 1889 году. Граф Лонсдейл был вдохновителем создания размера сигар Lonsdale и был участником знаменитого пари с Джоном Пирпонтом Морганом по поводу того, что человек может обогнуть земной шар, оставшись неузнанным. Он увлекался охотой на лис, а также был большим поклонником футбола. В течение короткого периода в 1936 году Хью Сесил Лоутер был председателем клуба «Арсенал» (ранее он был его директором). Позже Лонсдейл стал почётным президентом этого клуба.

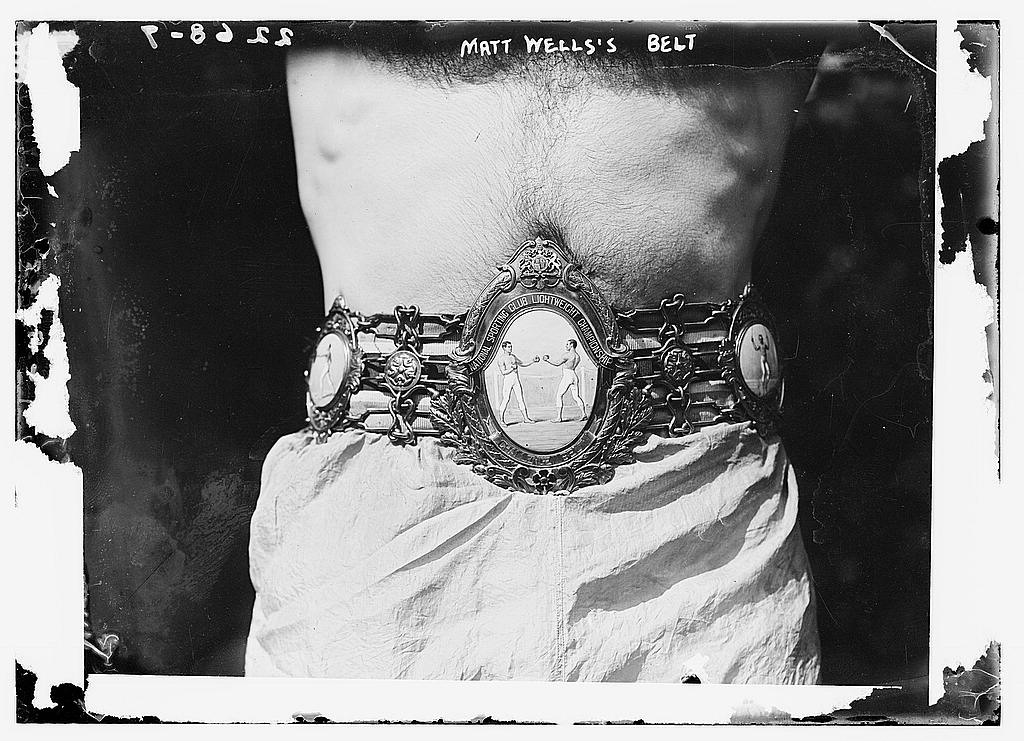
Пояс Лоутера на чемпионе Мэтте Уэллсе, 1911

В 1966 году была опубликована биография графа Лонсдейла — «Жёлтый граф: жизнь Хью Лоутера» (ISBN B0006BNPO6).